# A3高速公路 (保加利亞)

保加利亞高速公路網絡

A3高速公路，又稱斯特魯馬高速公路，是保加利亞一條部分通車的高速公路。公路承自柳林高速公路，連接佩爾尼克和接壤的希臘邊境的庫拉塔，完成後全長156公里。
目前只有19公里通車。公路的名字來自流經保加利亞西南部的斯特魯馬河。是欧洲E79公路的一部分。